# Фого (остров, Ньюфаундленд и Лабрадор)
Фого (англ. Fogo Island) — остров у побережья острова Ньюфаундленд (Канада).

## Происхождение названия
Название острова (y do fogo) в переводе с португальского означает «остров огня».
Нет информации о том, почему остров получил такое название. Существует несколько версий:
1. Европейцы наблюдали сильный лесной пожар, уничтоживший густые леса в северной части острова.
2. Проплывая мимо острова, европейцы постоянно видели горящие костры беотуков.
3. Кто-то из моряков в шутку назвал его в честь действующего вулкана Фогу на одноимённом острове, входящем в архипелаг Кабо-Верде.

Помимо острова Фого многие географические объекты на Ньюфаундленде получили испанские, португальские и французские названия ещё до прибытия на остров англофонов (англичан, ирландцев и шотландцев), к примеру: заливы Бонависта и Нотр-Дам, населённые пункты Каталина и Трепасси.

## География

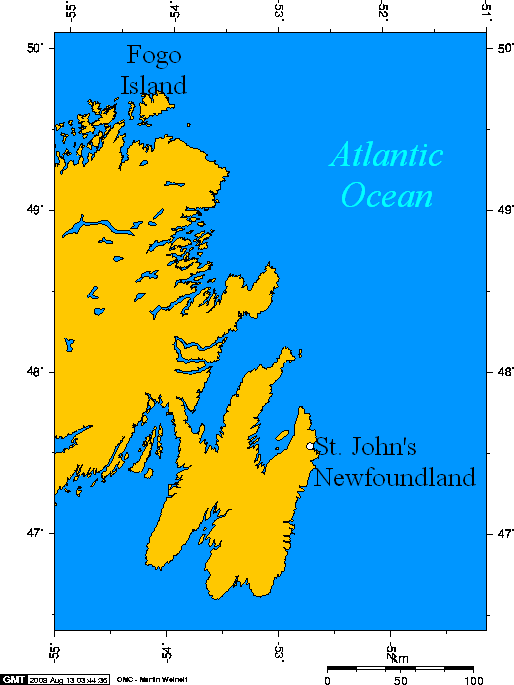
Остров Фого (на севере острова Ньюфаундленд)

Остров расположен в 15 км от северо-восточного побережья острова Ньюфаундленд, на мелководном шельфе Фого. Имеет неправильную форму, южная часть острова покрыта лесом. Площадь острова составляет 254 км², длина береговой линии равна 142 км. Длина острова составляет 25 км, максимальная ширина — 14 км.

## История
Название острова (y do fogo) в переводе с португальского означает «огненный остров». Прибрежные воды острова ещё в недавнем прошлом были богаты ценными породами рыб, в первую очередь лососем и треской, в настоящее время лов лосося и трески запрещён, но увеличивается лов крабов.
Первыми остров стали осваивать беотуки. Европейские рыбаки начали посещать прибрежные воды острова с начала XVI века, летние базы впервые появились у Фого-Харбор (сейчас Фого) в 1680-е годы, заселение острова началось в 1728 году.

## Население

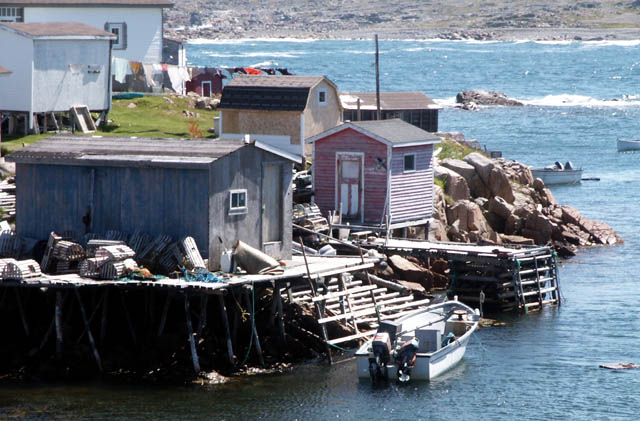
Посёлок Фого на северо-западе острова

На острове расположено 11 населённых пунктов (Фого, Джо-Батс-Арм, Селдом и Литл-Селдом, Тилтинг, Айленд-Харбор, Дип-Бей, Стиг-Харбор, Фого-Айленд-Сентрал, Бард-Айленд, Шоал-Бей), в прошлом их количество достигало 26.

## Экономика
До 90-х годов XX столетия основой экономики острова было рыболовство. В настоящее время всё большее значение приобретает туризм.
Остров имеет паромное сообщение с Ньюфаундлендом.